# Liste der Baudenkmäler in Balzhausen

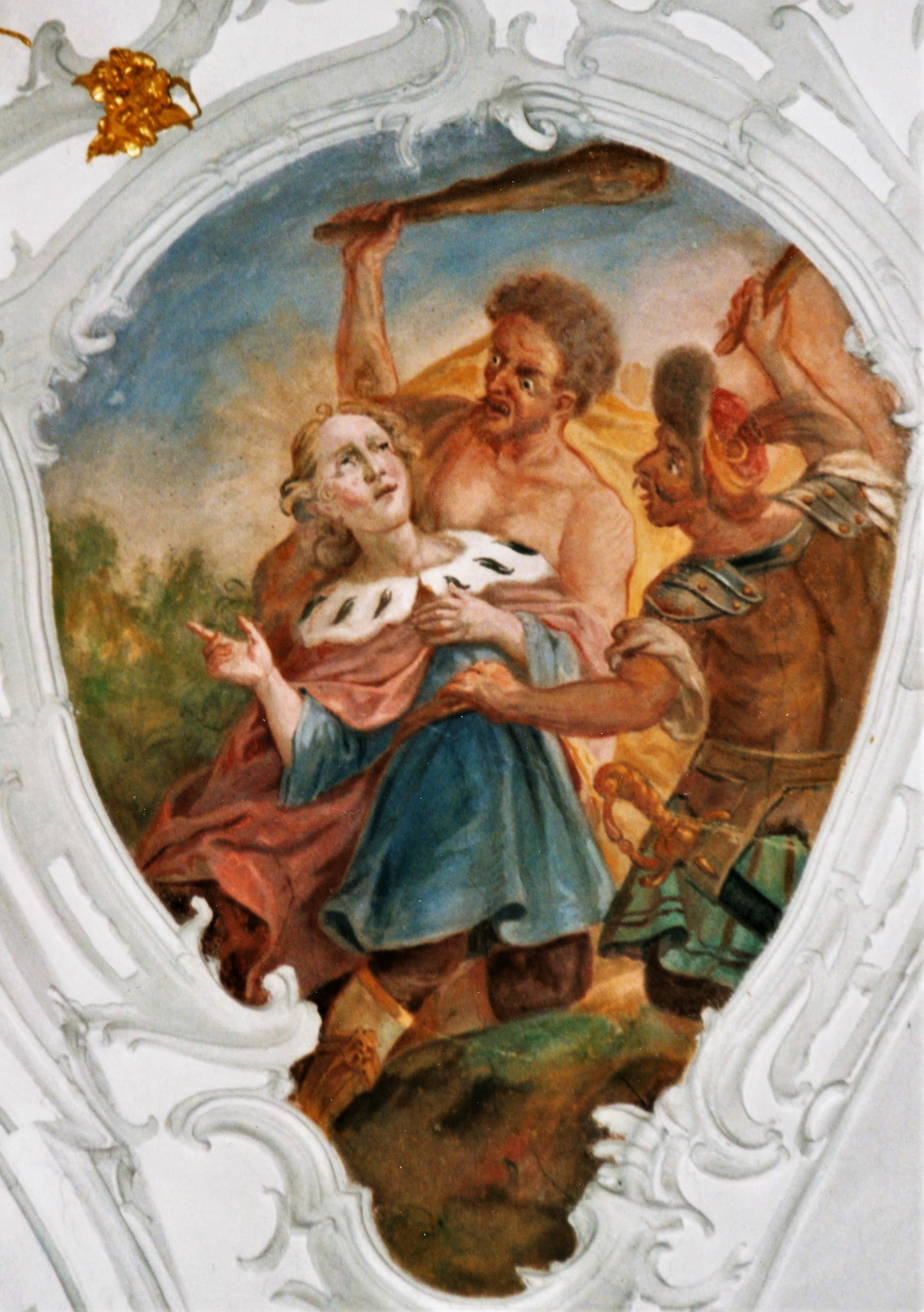
Fresko in St. Vitus (Balzhausen)

Auf dieser Seite sind die Baudenkmäler in der schwäbischen Gemeinde Balzhausen zusammengestellt. Diese Tabelle ist eine Teilliste der Liste der Baudenkmäler in Bayern. Grundlage ist die Bayerische Denkmalliste, die auf Basis des Bayerischen Denkmalschutzgesetzes vom 1. Oktober 1973 erstmals erstellt wurde und seither durch das Bayerische Landesamt für Denkmalpflege geführt wird. Die folgenden Angaben ersetzen nicht die rechtsverbindliche Auskunft der Denkmalschutzbehörde.

## Baudenkmäler nach Ortsteilen

### Balzhausen
| Lage                                                                                      | Objekt                                | Beschreibung | Akten-Nr.             | Bild           |
| ----------------------------------------------------------------------------------------- | ------------------------------------- | --- | --------------------- | -------------- |
| Hauptstraße 1 (Standort)                                                                  | Katholische Pfarrkirche St. Vitus     | Saalbau mit eingezogenem Rundchor, Chor im Kern spätgotisch, Langhaus 1766–68 errichtet, Turmuntergeschoss spätmittelalterlich, -obergeschoss 1717; mit Ausstattung. | D-7-74-115-1 Wikidata | weitere Bilder |
| Hauptstraße 2 (in der Nordostecke des Pfarrgartens an der Pfarrer-Rost-Straße) (Standort) | Kreuzstein                            | Spätmittelalterlich. | D-7-74-115-7          | Kreuzstein     |
| Hauptstraße 6 (Standort)                                                                  | Gasthaus Krone                        | Zweigeschossiger teilweise verputzter Fachwerkbau mit Satteldach, erste Hälfte 18. Jahrhundert.                                                                      | D-7-74-115-3 Wikidata | Gasthaus Krone |
| Hauptstraße 7 (Standort)                                                                  | Holzrelief                            | 18. Jahrhundert. | D-7-74-115-4 Wikidata | Holzrelief     |
| Memmenhauser Straße (Standort)                                                            | Steinkreuz                            | Spätmittelalterlich. Nicht nachqualifiziert. | D-7-74-115-8          | Steinkreuz     |
| Riedstraße 19 (Standort)                                                                  | Kapelle St. Maria (Blumenfeldkapelle) | Sechseckiger mit Lisenen gegliederter Zentralbau mit Zeltdach und überkuppelter Laterne, um 1674; mit Ausstattung.                                                   | D-7-74-115-5 Wikidata | weitere Bilder |
| St.-Leonhard-Straße 19 (Standort)                                                         | Kapelle St. Leonhard                  | Rechteckbau mit knapp eingezogener Apsis und Architekturgliederung, auskragender Dachreiter mit Zwiebelhaube über dem Eingangsgiebel, 1724; mit Ausstattung.         | D-7-74-115-6 Wikidata | weitere Bilder |

### Kirrberg
| Lage                  | Objekt            | Beschreibung                                                               | Akten-Nr.             | Bild           |
| --------------------- | ----------------- | -------------------------------------------------------------------------- | --------------------- | -------------- |
| Kirrberg 4 (Standort) | Kapelle St. Maria | Kleiner historisierender Satteldachbau, Dachreiter mit Zwiebelhaube, 1912. | D-7-74-115-9 Wikidata | weitere Bilder |